# Hoštka
Hoštka är en stad i Tjeckien.   Den ligger i regionen Ústí nad Labem, i den nordvästra delen av landet, 40 km norr om huvudstaden Prag. Antalet invånare är 1 473.